# Synchiropus orstom
Synchiropus orstom, tên thông thường là cá đàn lia Orstom, là một loài cá biển thuộc chi Cá đàn lia gai trong họ Cá đàn lia. Loài này được mô tả lần đầu tiên vào năm 2000.

## Phân bố và môi trường sống
S. orstom có phạm vi phân bố ở Tây Nam Thái Bình Dương. Loài này chỉ được ghi nhận tại phía đông nam của Grande Terre (New Caledonia), gần ngọn núi ngầm East Jumeau và Aztèque (thuộc sống núi ngầm Norfolk). S. orstom sống trên đáy cát, được tìm thấy ở độ sâu khoảng từ 390 đến 460 m.

## Mô tả
Chiều dài tối đa được ghi nhận ở S. orstom là khoảng 10,5 cm. Chúng là loài dị hình giới tính. Mẫu vật của các tiêu bản (đã ngâm trong rượu) có đầu và thân màu trắng nhạt; lưng và hai bên cơ thể với những đốm nâu. Mắt màu xám đen. Vây lưng thứ nhất trắng nhạt, màng vây thứ 3 ở con đực có một đốm đen gần gốc và một đốm đen nhỏ ở gần rìa; ở cá mái chỉ có một đốm màu xám gần gốc. Vây lưng thứ hai trắng nhạt; các tia vây trước ở cá mái có các đốm xám. Vây hậu môn trắng nhạt, màng vây thứ 3 đến cuối cùng ở con đực có các đốm màu xám đen. Ở rìa phía trên vây đuôi của con đực có màu xám đen, còn cá mái có rìa vây màu xám. Vây bụng ở con đực có một đốm màu xám. Con đực có vây lưng thứ nhất cao hơn con mái và vây đuôi dài hơn; các vây cũng có màu sắc khác nhau.
Số gai ở vây lưng: 4; Số tia vây mềm ở vây lưng: 8; Số gai ở vây hậu môn: 0; Số tia vây mềm ở vây hậu môn: 8; Số tia vây mềm ở vây ngực: 19 - 20; Số gai ở vây bụng: 1; Số tia vây mềm ở vây bụng: 5.